# Ludwik Paweł Sczaniecki
Ludwik Paweł Sczaniecki (ur. 30 października 1789 w Boguszynie, zm. 7 września 1854 w Paryżu) – podpułkownik, powstaniec listopadowy, ziemianin, działacz społeczny, spiskowiec i pamiętnikarz.

## Życiorys

### Młodość i udział w wojnach napoleońskich
Ludwik Sczaniecki urodził się 30 października 1789 roku w Boguszynie k. Jarocina, z ojca Józefa Sczanieckiego (1756–1815) i matki Jadwigi z Wyganowskich Sczanieckiej.
Wychowywany był w duchu patriotyzmu i miłości ojczyzny. Już w dzieciństwie wykazywał chęć walki o niepodległość Polski (m.in. jako pięciolatek prosił ojca, by ten pozwolił mu pójść z nim do walki przeciwko Prusakom w 1794). Pierwsze formalne nauki pobierał od emigranta z Francji. Lata 1802–1806 spędził w Dreźnie na studiach historycznych, przyrodniczych i matematycznych. W 1807 r. pracował w biurze dyrektora spraw wewnętrznych w Warszawie – Stanisława Brezy. 25 kwietnia 1809, w obliczu wojny z Austrią, zaciągnął się do wojska w Poznaniu, gdzie służył pod komendą gen. Antoniego Amilkara Kosińskiego. 21 czerwca brał udział w potyczce z Austriakami pod Radoszycami. W okresie od lipca do września przewoził depesze wojskowe z Krakowa do Poznania.
W 1812 r. odbył kampanię rosyjską jako adiutant gen. Jana Henryka Dąbrowskiego. 30 sierpnia przybył do Wiaźmy, gdzie wręczył Napoleonowi depesze. Od niego też otrzymywał dalsze rozkazy. Odniósł ranę w walkach w rejonie Bobrujska. 6 listopada dowodzony przez niego oddział wyparł huzarów z Borysowa. Po morderczej przeprawie przez Berezynę, w ciężkim stanie zdrowia wrócił w Poznańskie (z pomocą służącego, Walentego Zielińskiego). W marcu 1813 otrzymał stanowisko adiutanta w sztabie gen. Dąbrowskiego. W kwietniu objął obowiązki adiutanta polowego w sztabie Polskiego Korpusu Obserwacyjnego gen. Dąbrowskiego w Wetzlar. 2 maja walczył u boku Napoleona w bitwie pod Lützen. 11 maja został odznaczony Orderem Kawalerskim Legii Honorowej. Wkrótce dostał się do niewoli rosyjskiej (był więziony w Charkowie). Zwolniony w sierpniu 1814, przyjechał do Warszawy, gdzie otrzymał od gen. Dąbrowskiego stanowisko szefa szwadronu. Po upadku Napoleona i Kongresie Wiedeńskim, nie wstąpił do powstającej armii Królestwa Polskiego. Nie chciał bowiem służyć w wojsku podlegającemu zaborcy. Na własną prośbę otrzymał dymisję (25 II 1819) w stopniu majora, z pozwoleniem noszenia munduru.

### Lata 1815–1830

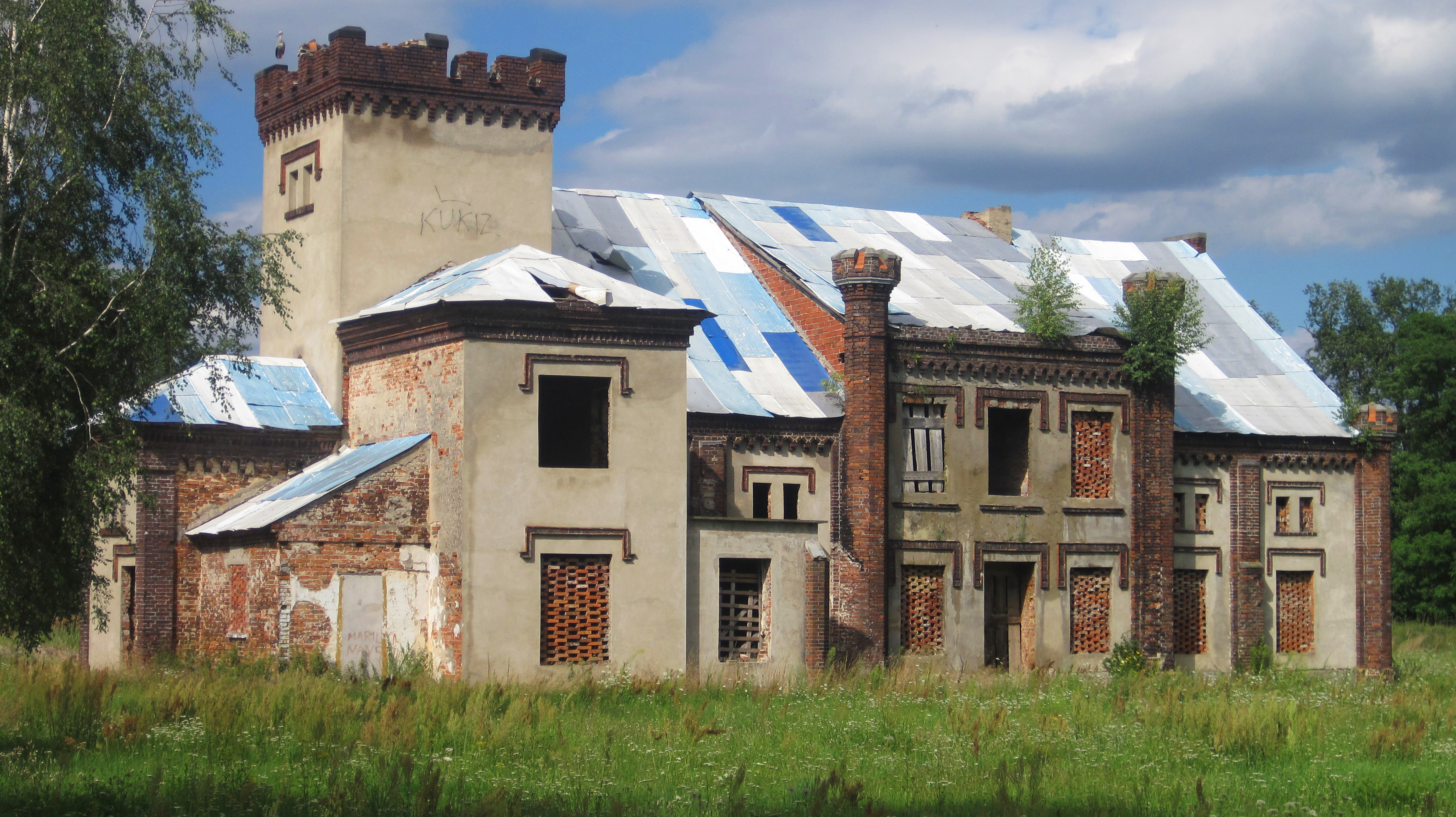
Dwór w Boguszynie wybudowany z inicjatywy Ludwika Sczanieckiego w latach 40. XIX w.

Po powrocie do rodzinnego majątku w Boguszynie skoncentrował się na pracy w gospodarstwie. Utrzymywał jednak ciągły kontakt z Dąbrowskim, który również nie godził się z postanowieniami Kongresu Wiedeńskiego. Sczaniecki odwiedzał go w nieodległej Winnej Górze aż do roku śmierci generała (1818); został też wykonawcą testamentu i opiekunem dzieci Dąbrowskiego (generał traktował Sczanieckiego niemal jak syna). Zorganizował jego pogrzeb w Winnej Górze, nakazał ubrać ciało zmarłego w mundur Legionów – zgodnie z jego ostatnią wolą. Będąc przekonanym, że ciało wielkiego bohatera narodowego zostanie w przyszłości przeniesione na Wawel i złożone obok Kościuszki, nakazał je zabalsamować. Przewidywania Sczanieckiego jednak nie sprawdziły się, głównie ze względu na obstrukcyjne działania niechętnego Dąbrowskiemu prezesa Senatu Rządzącego – Stanisława Wodzickiego (ciało gen. Dąbrowskiego spoczywa w Winnej Górze do dziś).
W r. 1819, podczas pobytu w Warszawie, poznał Waleriana Łukasińskiego, który wprowadził go do Wolnomularstwa Narodowego i polecił rozwijać struktury organizacji w Wielkim Księstwie Poznańskim. W roku 1820 Sczaniecki wprowadził na posiedzenie loży poznańskiej Ignacego Prądzyńskiego. Wkrótce, z inicjatywy Prądzyńskiego, organizacja poznańska zmieniła nazwę na Związek Kosynierów; zmieniła także charakter działalności na półjawny. Ponadto pojawiły się wewnątrz związku rozbieżności co do oczekiwanego kierunku reform w przyszłej Polsce. Rozłam ten doprowadził w rezultacie do wystąpienia Sczanieckiego z organizacji. Pogłoski o zgonie Sczanieckiego spowodowały, że nie był poszukiwany po rozbiciu Towarzystwa Patriotycznego (organizacji kontynuującej dzieło rozwiązanego Wolnomularstwa Narodowego). Nie mógł jednak przez kilka lat pojawiać się w majątku żony Konstancji w Królestwie Polskim.

### W powstaniu listopadowym

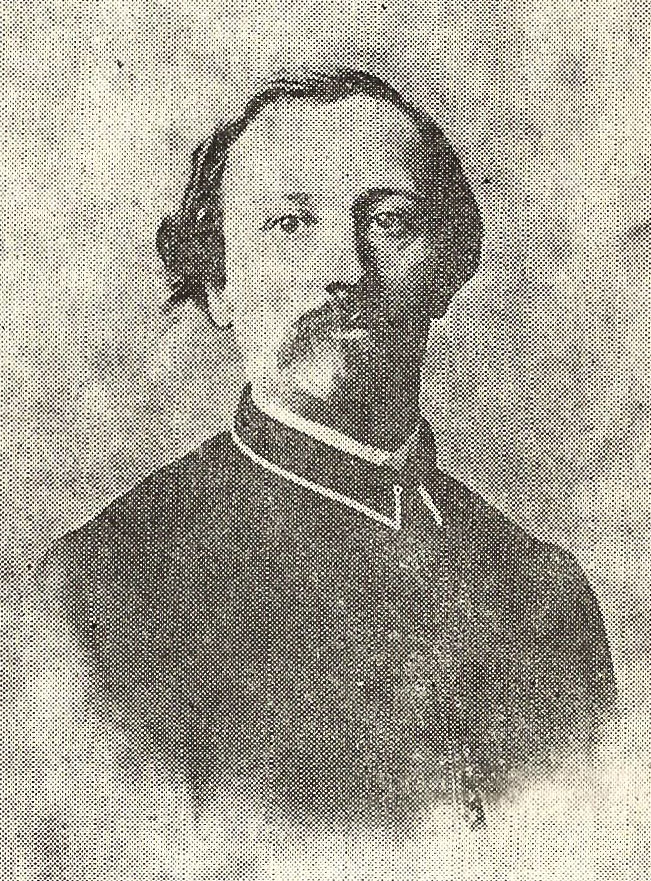
Ludwik Sczaniecki (1789-1854)

W sierpniu 1830 przebywał w Paryżu, gdzie podczas rozmów z M.J. Lafayette’em i E. Bignonem sondował szanse wsparcia sprawy niepodległości Polski przez stronę francuską. Rozmowy te jednak nie rokowały żadnego zaangażowania Francji na rzecz Polski. W październiku znalazł się ponownie w Boguszynie. Na wieść o wybuchu powstania listopadowego niezwłocznie pospieszył do Warszawy, mimo iż uważał moment wybuchu za przedwczesny, a w tygodniach poprzedzających Noc Listopadową wręcz podejmował działania zmierzające do zapobieżenia insurekcji. Granicę Królestwa przekroczył 6 grudnia. W stolicy został chłodno przyjęty (wraz z grupą wojskowych z Wielkopolski) przez dyktatora Józefa Chłopickiego, którego zasadniczym celem było zawarcie korzystnej ugody z caratem. W Warszawie Sczaniecki otrzymał stopień podpułkownika. Otrzymał też zadanie formowania w Pyzdrach szwadronu jazdy z ochotników napływających z zaboru pruskiego. Ustąpił jednak 23 grudnia ze swego stanowiska, kiedy zadanie formowania oddziału ochotniczej jazdy poznańskiej otrzymał Tytus Działyński. Powrócił do Warszawy i oddał się do dyspozycji Komisji Rządowej Wojny. Stanisław Aleksander Małachowski przeznaczył go na dowódcę 2 Pułku Jazdy Kaliskiej (6 stycznia 1831). Sczaniecki uczestniczył ze swym pułkiem w działaniach korpusu gen. Żymirskiego wzdłuż szosy brzeskiej. 24 lutego w czasie toczonych walk brał udział jedynie w posyłkach, forpocztach i „utarczkach flankierskich”; w bitwie grochowskiej (25 II) uczestniczył tylko jeden szwadron pułku Sczanieckiego. W czasie kampanii wiosennej, w krótkim wypadzie na prawy brzeg Wisły, oddziały mu podległe starły się bezpośrednio z nieprzyjacielem w Chruślinie (7 IV) i pod Łopocznem (8 IV). W Lubelskiem Sczaniecki walczył w bitwach pod Kamieniem (14 IV), Wronowem (17 IV) i Kazimierzem (18 IV). Przegrana w bitwie pod Wronowem wywołała falę krytyki pod adresem pułku Sczanieckiego, podsycaną – jak wyraził się Stanisław Sczaniecki (bratanek Ludwika) – fałszywym raportem jenerała Sierawskiego.
Reputacja pułku poprawiła się w dalszych tygodniach kampanii wiosennej, kiedy to za jego sprawą udało się odzyskać trakt komunikacyjny pomiędzy stolicą a twierdzą Zamość. Cenne były też działania rekonesansowe pułku na prawym brzegu Wisły. 31 maja rozbił pułk kozaków pod Gorajem, samemu nie ponosząc żadnych strat. W lipcu wziął udział w działaniach korpusu gen. Wojciecha Chrzanowskiego wzdłuż szosy brzeskiej przeciwko gen. J. Gołowinowi. 13 lipca walczył z nieprzyjacielem pod Podrudziem i Iłowcem. 14 lipca został odznaczony Krzyżem Złotym Virtuti Militari. W czasie odwrotu armii polskiej pod Warszawę z dwoma szwadronami uczestniczył w starciu pod Szymanowem (15 sierpnia). W składzie 3. dyw. jazdy gen. Stanisława Gawrońskiego wyruszył z Warszawy (23 sierpnia) z II korpusem gen. Ramorina w Lubelskie; nazajutrz objął stanowisko komendanta przedniej straży korpusu, a 26 sierpnia otrzymał dowództwo 6-szwadronowej brygady jazdy.
5 września rozbił w Krasnymstawie kilkusetosobowy oddział jazdy nieprzyjacielskiej, dwa dni później walczył z powodzeniem pod Janowem z nacierającymi huzarami i Kozakami, a 8 września także z piechotą i artylerią. Ostatecznie, w obliczu upadku powstania listopadowego, przeszedł na teren Wolnego Miasta Krakowa (w nocy 24/25 września). Został internowany przez Austriaków w Ołomuńcu.

### Działalność w Wielkim Księstwie Poznańskim i Wiosna Ludów

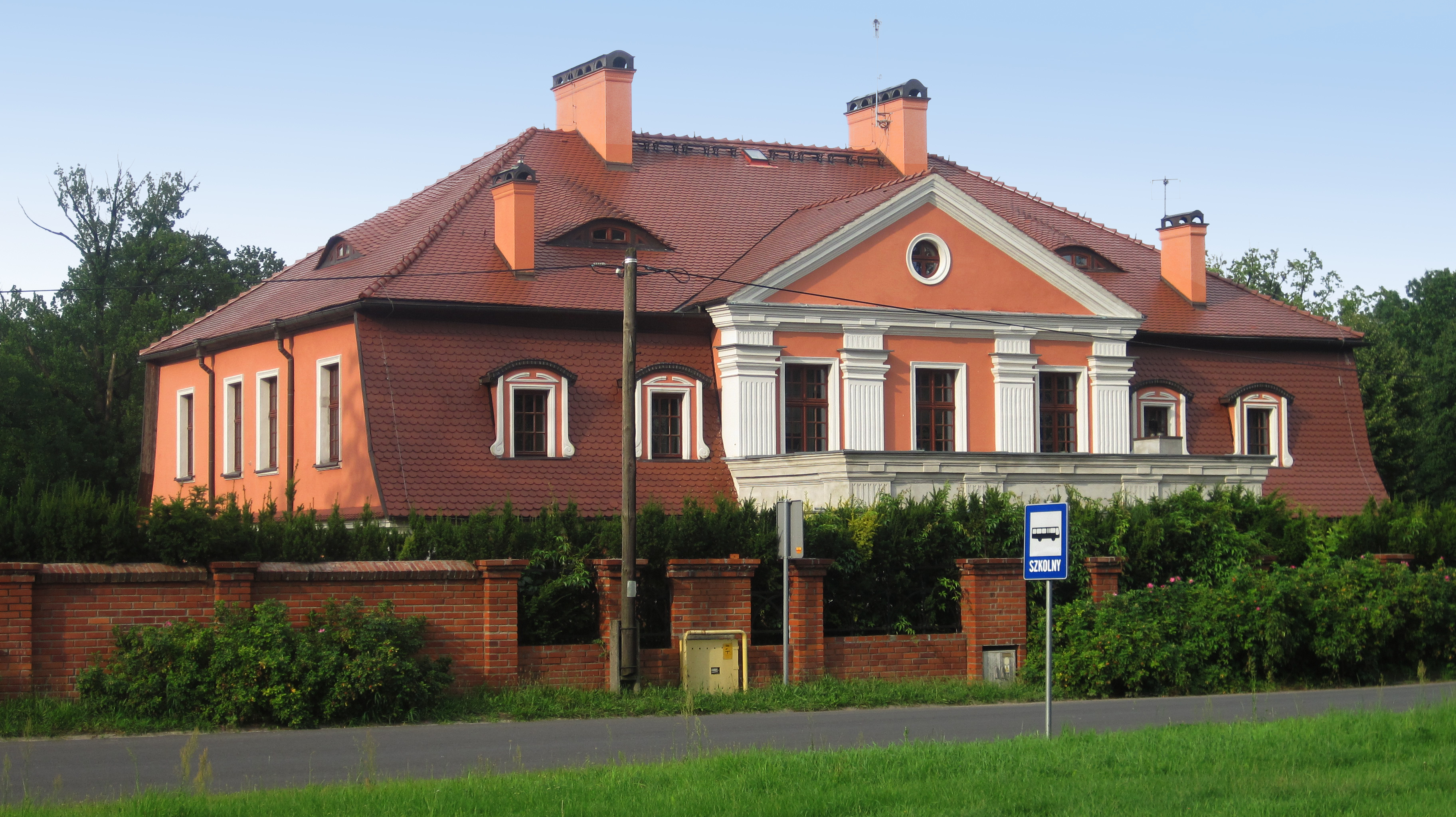
Dwór w Brzóstkowie, w którym Sczaniecki spędził ostatnie lata życia.

Odzyskawszy wolność, powrócił do rodzinnej Wielkopolski, gdzie zaangażował się w działalność organicznikowską; był jednym ze współzałożycieli Kasyna Gostyńskiego, w którym kierował wydziałem rolniczo-przemysłowym. Należał do poznańskiego Towarzystwa Naukowej Pomocy. Zajmował się też działalnością niejawną – uczestniczył we wszystkich tajnych związkach na terenie Księstwa Poznańskiego. Latem 1835 policja pruska przeprowadziła rewizję i konfiskatę papierów w jego domu w Boguszynie; podejrzewano go o przewodzenie wielkopolskim oddziałem Młodej Polski. Został aresztowany w październiku 1835 i osadzony w berlińskim więzieniu Hausvogtei. 3 maja 1838 roku został skazany na karę trzech lat pozbawienia wolności za przynależność do tajnych związków. Amnestię uzyskał w roku 1840. W latach następnych kontynuował prace w Kasynie Gostyńskim, zasiadał w Dyrekcji Spółki Bazarowej w Poznaniu i należał do założycieli bazarowego Kasyna. Fragment dziennika Sczanieckiego opisujący służbę w II korpusie w okresie 22 sierpnia – 16 września 1831 r. został opublikowany przez Walentego Zwierkowskiego w dziele Korpus 2gi polski w 1831 roku (Paryż 1844). Publikacja ta była wymierzona przeciwko gen. Ramorinie i Władysławowi Zamoyskiemu. W sporach politycznych w okresie międzypowstaniowym Sczaniecki stał po stronie demokratycznego skrzydła szlachty wielkopolskiej; brał udział w spiskach lat czterdziestych – mimo to, po nieudanej próbie powstańczej w roku 1846 w Poznaniu, uniknął ponownego aresztowania.
W dobie Wiosny Ludów 1848 r. wzywał Komitet Narodowy do natychmiastowego wystąpienia przeciw władzom pruskim, do ogłoszenia się Rządem Tymczasowym. Zachęcał także niemieckich mieszkańców Poznania do przyłączenia się do rewolucji. Pod koniec marca wyjechał do Berlina dla spieniężenia sreber ofiarowanych w Wielkim Księstwie Poznańskim na potrzeby powstania. W Berlinie namawiał gen. Wojciecha Chrzanowskiego do objęcia dowództwa nad formacjami zbrojnymi w Wielkopolsce. W proteście przeciwko przejęciu dowództwa przez Ludwika Mierosławskiego, a także przeciwko postanowieniom ugody w Jarosławcu, Sczaniecki zaciągnął się do obozu pleszewskiego w charakterze zwykłego ułana z lancą w ręku; odmawiał objęcia jakichkolwiek dowódczych funkcji. Brał udział w zwycięskiej bitwie pod Miłosławiem.

### Ostatnie lata życia

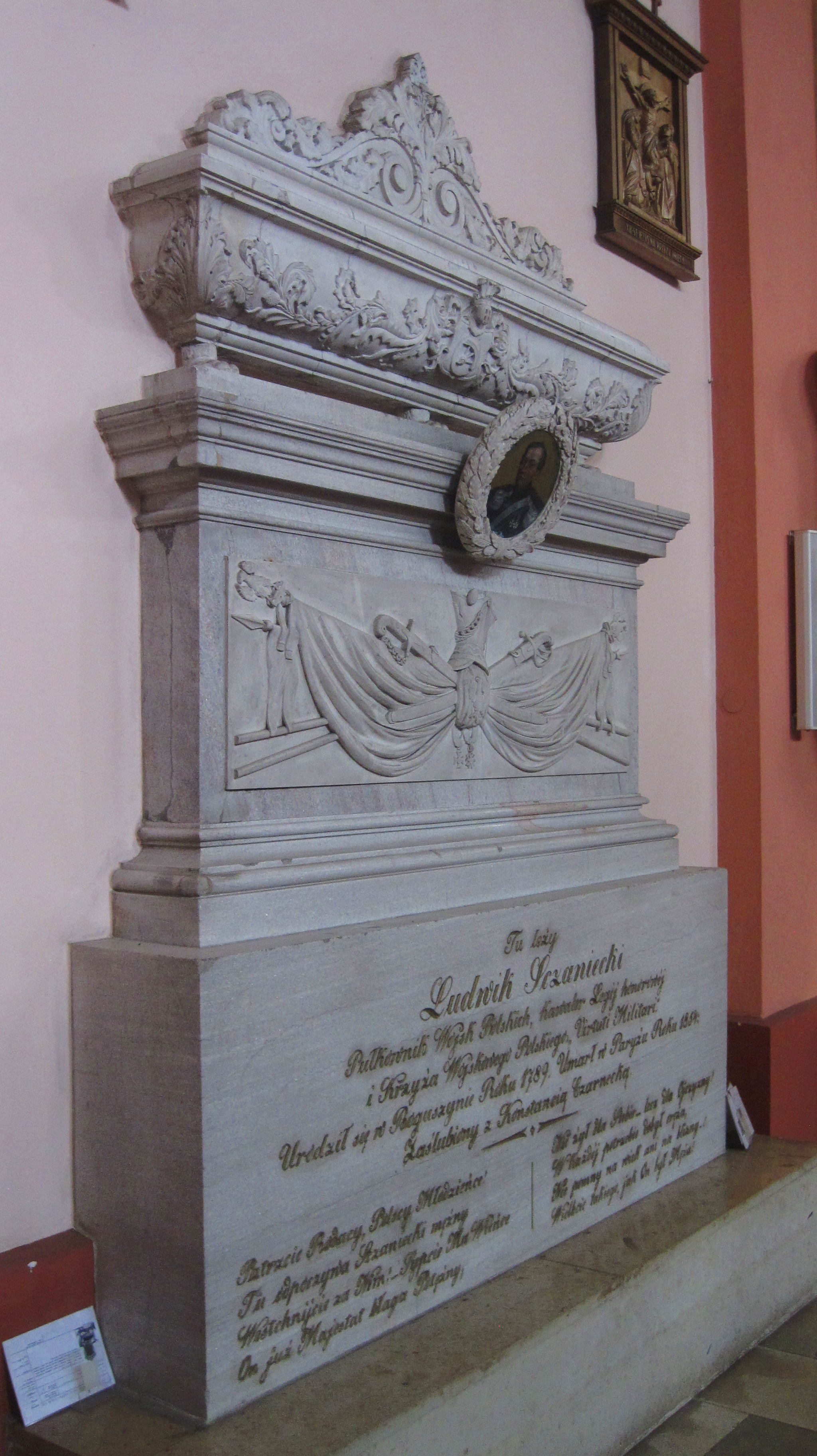
Nagrobek (symboliczny) Ludwika Sczanieckiego w kościele św. Jana Chrzciciela w Brzóstkowie.

Po upadku rewolucji Sczaniecki kontynuował działalność publiczną. Był aktywny w Lidze Polskiej; należał do współzałożycieli Dziennika Polskiego Karola Libelta i subsydiował pismo. Był członkiem komitetu, który starał się sprowadzić do Wielkiego Księstwa Poznańskiego emigrantów z tzw. Legionu Józefa Borzęckiego. Pracował nad relacją ze swojego udziału w wypadkach Wiosny Ludów, jednak nigdy jej nie ukończył. Ogłosił natomiast tłumaczenie dziełka J. Czetza Jenerał Bem w Siedmiogrodzie i Węgrzech r. 1848–1849…
W ostatnich latach życia Sczaniecki zamieszkiwał we dworze w Brzóstkowie, majątku małżonki – Konstancji. Do majątku Sczanieckiego w Boguszynie przeniósł się natomiast Józef Borzęcki z małżonką. Sczaniecki zmarł 7 września 1854 podczas pobytu z rodziną w Paryżu. Przyczyną śmierci była cholera (według ówczesnych pogłosek, popełnił samobójstwo w wyniku tzw. pojedynku amerykańskiego lub zginął w pojedynku z Mierosławskim, z którym był skonfliktowany). Jego ciało pierwotnie spoczęło w podziemiach kościoła św. Magdaleny w Paryżu, jednak na skutek interwencji rodziny sprowadzono je wkrótce do Wielkopolski i złożono w krypcie grobowej w kościele w Brzóstkowie. Mowę pogrzebową wygłosił zaprzyjaźniony ze Sczanieckim Karol Libelt. Po śmierci Sczanieckiego do dworu w Brzóstkowie przeniósł się Józef Borzęcki (z małżonką), który został zarządcą majątku wdowy po pułkowniku.

## Życie prywatne
10 czerwca 1821 roku poślubił Konstancję Czarnecką, córkę Antoniego, krajczego koronnego, fundatora kościoła św. Jana Chrzciciela w Brzóstkowie. Miał brata Ignacego Sczanieckiego (1801–1864). Zmarł bezpotomnie, a majątek zapisał bratankowi Ludwikowi (ur. 1833).
Pozostawił po sobie diariusz, na podstawie którego bratanek Stanisław Sczaniecki opublikował, z pomocą Karola Libelta, Pamiętniki Ludwika Sczanieckiego (1863). Praca ta jest nie tylko reporterskim zapisem odbytej służby wojskowej i kampanii wojennych lat 1809, 1813 i 1831, ale także – z racji odbytych przez Sczanieckiego licznych, momentami codziennych podróży po kraju – posiada miejscami walor przewodnika turystyczno-krajoznawczego po ziemiach polskich.

### W kulturze
Wacław Gąsiorowski umieścił postać Ludwika Sczanieckiego w powieści Księżna Łowicka (w rozdziale III). Został tam opisany m.in. jako świadek śmierci gen. Jana Henryka Dąbrowskiego.